# 梁雋堯
梁雋堯（LEUNG Chun Yiu，1987年6月11日—），香港男子羽毛球運動員，專長雙打項目。他於2012年澳門公開賽後退役。

## 簡歷
2010年11月，梁雋堯代表香港出戰廣州亞運會，參加羽毛球比賽的男子雙打（夥拍：黃永棋）及男子團體項目。

## 外部連結
- 運動員資料 - 梁雋堯[永久]